# دبرتسيون غيبريمايكل
دبرتسيون غيبريمايكل هو سياسي إثيوبي و حاكم إقليم تكرينيا ورئيس الجبهة الشعبية لتحرير تغراي.